# Ádám Hrepka
Ádám Hrepka (Szeged, Hungría, 15 de abril de 1987), futbolista húngaro. Juega de delantero y su actual equipo es el MTK Budapest] de la Soproni Liga de Hungría.

## Selección nacional
Ha sido internacional con la Selección de fútbol de Hungría, ha jugado 3 partidos internacionales.

## Clubes
| Club                     | País    | Año         |
| ------------------------ | ------- | ----------- |
| MTK Budapest             | Hungría | 2004-2012   |
| NEC Nijmegen (cedido)    | Holanda | 2007        |
| MTK Budapest             | Hungría | 2007-2009   |
| Honvéd Budapest (cedido) | Hungría | 2009-2010   |
| Vasas SC (cedido)        | Hungría | 2010        |
| Paksi FC (cedido)        | Hungría | 2011 - 2012 |
| Bnei Yehuda              | Israel  | 2012 - 2013 |
| Szombathelyi Haladás     | Hungría | 2013 - 2014 |
| MTK Budapest             | Hungría | 2014 -      |

## Palmarés

### Campeonatos nacionales
| Título       | Club         | País    | Año  |
| ------------ | ------------ | ------- | ---- |
| Soproni Liga | MTK Budapest | Hungría | 2008 |